# درازگودال ایزو–اوگاساوارا

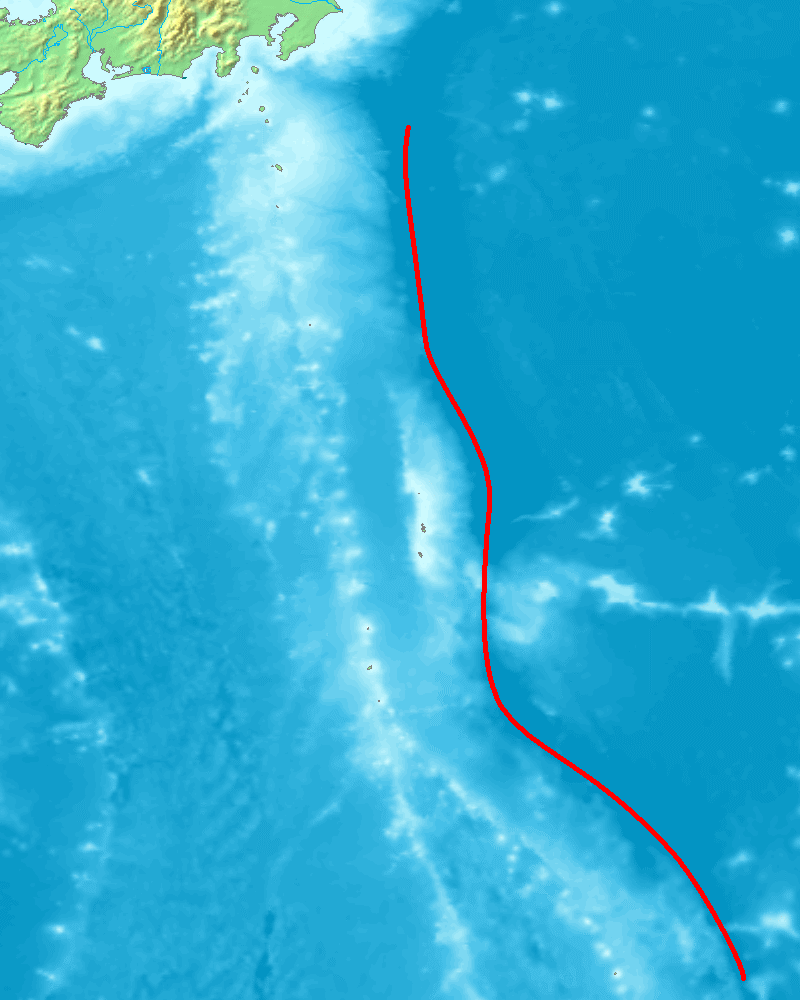
درازگودال ایزو-اوگاساوارا در جنوب ژاپن

درازگودال ایزو-اوگاساوارا (انگلیسی: Izu-Ogasawara Trench) که درازگودال ایزو-بونین نیز نامیده می‌شود، یک درازگودال اقیانوسی در بخش غربی اقیانوس آرام است که از درازگودال ایزو (در شمال) و درازگودال بونین (در جنوب و غرب فلات اوگاساوارا) تشکیل شده است.
این درازگودال از ژاپن تا بخش شمالی درازگودال ماریانا گسترده شده است. درازگودال ایزو-اوگاساوارا ادامه و امتداد درازگودال ژاپن به‌شمار می‌رود. در این محل صفحه اقیانوس آرام به زیر صفحه دریای فیلیپین فرورانده می‌شود و این زیرراندگی باعث تشکیل جزایر ایزو و جزایر اوگاساوارا بر روی کمان ایزو-بونین-ماریانا شده است.
ی